# Битва за Гарьян
Битва за Гарьян — одно из сражений в ходе гражданской войны в Ливии.

## Хронология событий
13 августа повстанцы атаковали Гарьян. Войска повстанцев были в хорошей форме, а силы Каддафи отступали, но тем не менее они смогли перегруппироваться и контратаковать. 14 августа повстанцы заявили, что несмотря на сопротивление войск Каддафи, им удалось захватить 70 процентов города. Также появилась информация о том, что повстанцы полностью захватили город. 15 августа повстанцы заявили, что весь город находится под их контролем. Представитель повстанцев в Горах Нафуса заявил: «Гарьян полностью находится в руках революционеров. Они разбили Бригаду Сахбана, главное вооружённое формирование Каддафи в Западных горах. Они захватили лёгкое и тяжёлое вооружение бригады». 17 августа войска Каддафи предприняли попытку штурма Гарьяна. 18 августа лоялисты были полностью выбиты из города, это подтвердил корреспондент Reuters. Лоялисты отступили на север.

## Значение
Взятие Гарьяна позволило повстанцам начать наступление на север (в первую очередь на Эз-Завию и Триполи).